# Круг Ірина Вікторівна
Ірина Вікторівна Круг (справжнє прізвище — Воробйова; до шлюбу Глазко; нар.. 29 березня 1976, Челябінськ) — російська естрадна співачка, виконавиця російського шансону, багаторазова володарка премії «Шансон року», друга дружина і вдова Михайла Круга.

## Біографія
Народилася 26 березня 1976 року в Челябінську в родині офіцера і креслярки. З дитинства займалася в театральному гуртку місцевого будинку культури, мріяла стати акторкою. Рано вступила в шлюб, народила в 1995 році дочку Марину. Чоловік зловживав алкоголем і наркотиками, що призвело до розлучення.
В 1997—1999 роках працювала офіціанткою в челябінському ресторані «Малахіт». У 1999 році познайомилася там з відомим виконавцем російського шансону Михайлом Кругом. Він відразу запропонував їй працювати у нього костюмеркою: «Близько року наші стосунки не виходили за рамки. Все було на суворій ноті. Він ніби придивлявся до мене, перевіряв. Не поспішав з вибором. На той момент він вже вісім років як жив один. А через рік він просто забрав мене до себе до будинку зі словами: „Все, будемо жити разом!“» У 2001 році Михайло та Ірина уклали шлюб. 26 травня 2002 року народила сина Олександра.
В ніч з 30 червня на 1 липня 2002 року Михайло Круг був убитий невідомими у власному будинку. Після загибелі Михайла, друг сім'ї Володимир Бочаров, автор і виконавець, який співпрацював раніше з Михайлом, запропонував Ірині виконати декілька його пісень, написаних у пам'ять про Михайла. Так з'явився її перший альбом «Перша осінь розлуки».
У 2005 році Ірина Круг з відзнакою закінчила Тверський державний університет.
В 2006 році одружилася з Сергієм Білоусовим, 25 вересня 2013 року народила сина Андрія.

## Дискографія

### Сольні альбоми
- 2004 — «Перша осінь розлуки»
- 2006 — «Тобі, моя остання любов»
- 2008 — «Красунчик»
- 2009 — «Острів любові»
- 2010 — «Я прочитаю в твоїх очах»
- 2012 — «Любити не страшно»
- 2013 — «Шанель»
- 2015 — «Запекла любов»
- 2017 — «Я чекаю»

### Дуетні альбоми
- 2007 — «Привіт, малюк» (з Олексієм Брянцевим)
- 2009 — «Букет з білих троянд» (з Віктором Корольовим)
- 2010 — «Якщо б не ти» (з Олексієм Брянцевим)
- 2011 — «Історія кохання» (з Михайлом Кругом)
- 2011 — «Міські зустрічі» (з Віктором Корольовим)
- 2011 — «Роман» (з Віктором Корольовим)

### Збірники
- 2009 — «Те, що було»
- 2011 — «Любити не страшно»
- 2011 — «Романси»
- 2015 — «Снігова королева» (вініл)

## Нагороди
Премію «Шансон року» в наступних роках:
2005 (за пісню «Осіннє кафе»),
2009 («Співай, гітара»),
2010 («Напиши мені»),
2011 («Дім на горі»),
2012 («Тобі, моя остання любов»),
2014 («Любити не страшно»),
2015 («Я прочитаю в очах твоїх»),
2016 («Шанель (Вигадки в літньому саду)»),
2017 («Проміжки любові»),
2018 («Я чекаю»).